# Remémoreur de la Cité de Londres

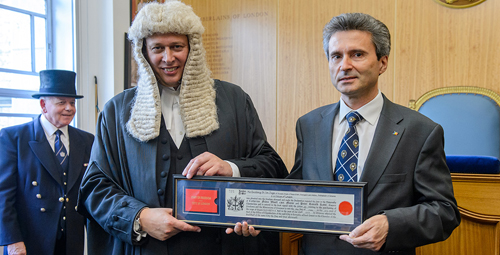
Ion Jinga distingue pour la première fois "La liberté de la ville de Londres" de Paul Double, Remembrancer de la ville de Londres

pour défendre ses intérêts au sein du parlement britannique de Westminster.

## Critiques
L'association civique Avaaz a lancé au mois de mars 2013 une campagne pour abolir le poste en argumentant qu'il donne un accès privilégié aux banquiers de la City au Parlement de Westminster. Leur campagne s'est intitulée « Kick bankers out of parliament ».